# Palacio de Zeynalabdin Taghiyev

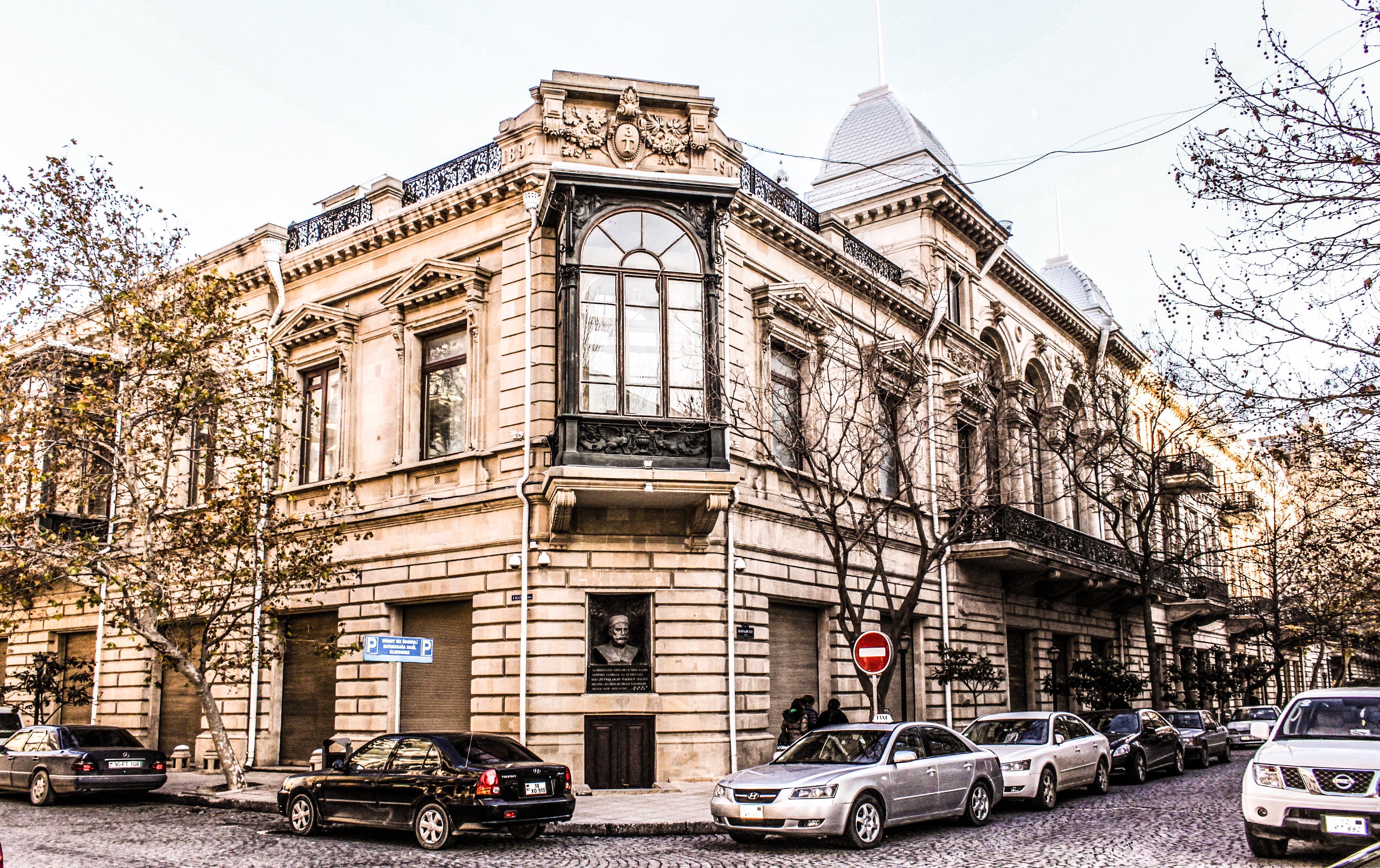
Palacio de Zeynalabdin Taghiyev

Palacio de Zeynalabdin Taghiyev - Bakú, Calle H.Z. Taghiyev 4 (anterior Calle Gorkogovskaya 6), era anteriormente propiedad del millonario de Bakú -Zeynalabdin Taghiyev y ahora el edificio de palacio alberga el Museo Nacional de Historia de Azerbaiyán. El edificio fue construido en 1893-1902 por el ingeniero - Józef Gosławski. El palacio era el regalo de Taghiyev para su mujer Sona khanim. El edificio cubre toda la parte central de la ciudad y tiene una estructura de planificación antigua. La fachada simétrica principal ha sido construida en las formas de Renacimiento italiano. Durante la construcción del palacio Goslawski utilizó orden clásico, pero algunos elementos de la composición y los interiores de las salas se inspiran en tradiciones arquitectónicas de Azerbaiyán. Varios estilos arquitectónicos se utilizaron durante la construcción del palacio.

## Historia

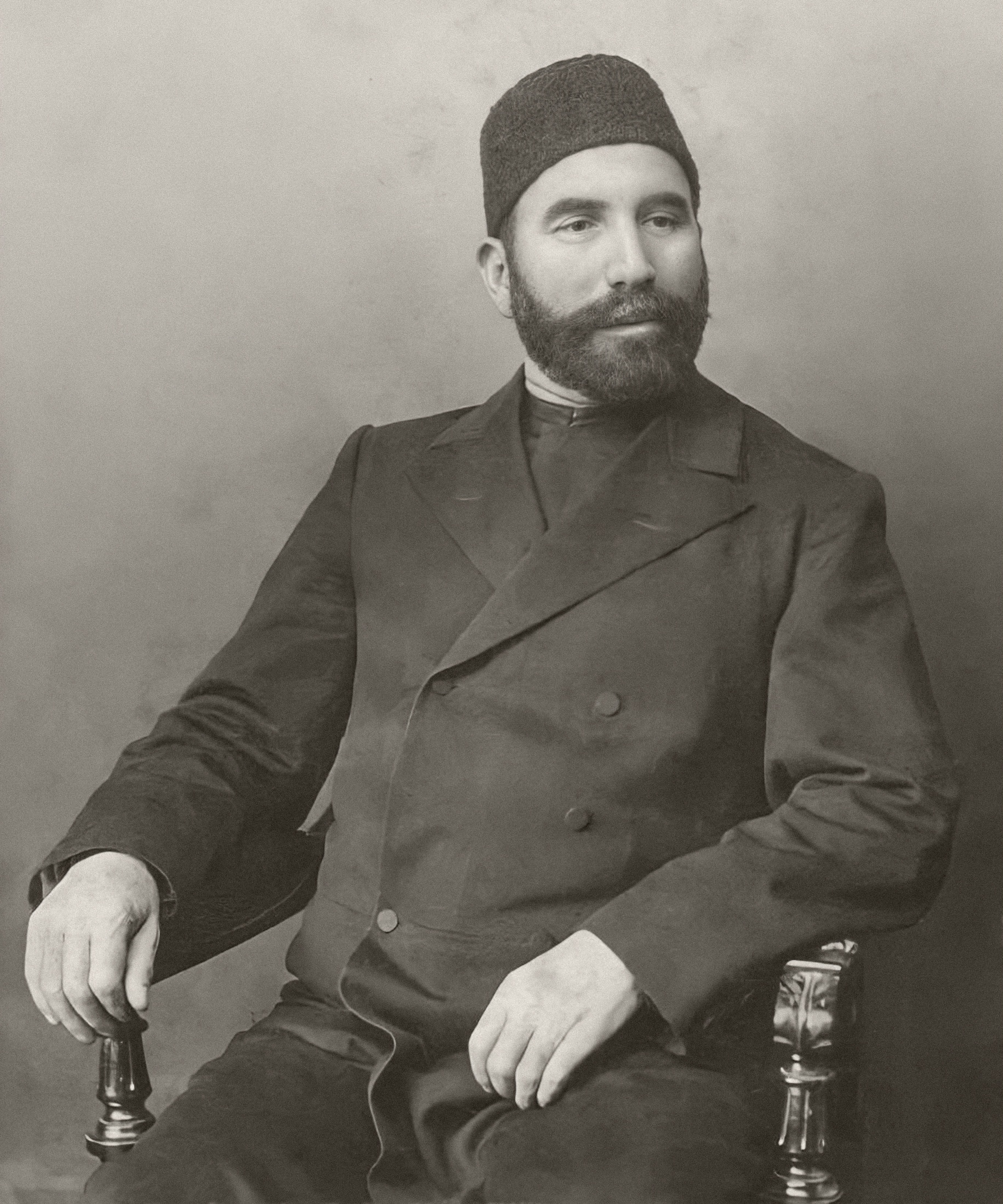
Zeynalabdin Taghiyev en los primeros años de siglo XX

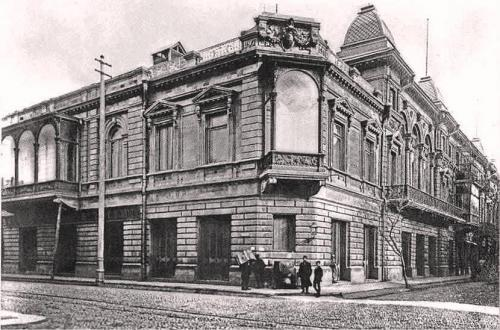
El Palacio de Taghiyev en el año 1950

H.Z. Taghiyev fue el cliente de las obras arquitectónicas de Goslawski. Los ejemplos de estas obras son el palacio de Taghiyev, la escuela de las chicas musulmanas, la villa de Taghiyev en Mardakan, el edificio de la fábrica textil de Taghiyev. También Goslawski participó en el diseño del edificio que sitúa en la esquina de la Calle Zarifa Aliyeva (anterior Calle Mercuryev), donde se construyó el teatro de H.Z.Taghiyev.
Los trabajos de construcción se empezaron en el año 1895 en las calles de Gorkovskaya y Mercuryevskaya. Esta fecha se escribió en la fachada del edificio. Según algunas fuentes después de la conclusión de la primera parte del edificio esta parte fue dada al banco Volzhko-Kamsky (Volzhsko-Kamsky). Los materiales de construcción, equipamiento, mobiliario y lámparas fueron traídos de Rusia y Europa Occidental y fueron invitados los artesanos y los artistas extranjeros. Según las informaciones estuvieron empleadas 270 personas como ingenieros, arquitectos, carpinteros y otros maestros en la construcción del palacio de Taghiyev.
Todo el equipamiento interno del palacio fue importado de Rusia, Francia, América, Alemania. En la casa se instalaron la calefacción central y sistema de enfriamiento. Las pilares del palacio fueron decoradas con diamante y espejos de distintos colores y el suelo fue cubierto con natural madera de abedul de Rusia. Mobiliario de América, los cuadros y las cortinas estuvieron traídos de Alemania. Sólo 1.2 millones rublos se gastaron en la construcción del edificio (sin importaciones de mobiliario y equipamiento del extranjero).
Desde el año 1914 el Banco de Tesoro de Bakú que encabezado H.Z. Taghiyev fue también en el palacio. En abril de 1920 Bolsheviks que había tomado poder en Azerbaiyán, confiscó el palacio de Taghiyev y una parte del palacio había empezado a funcionar como el Museo Estatal de Historia. En 1941-1954, el Museo de Historia fue transferido al Palacio de los Shirvanshah. En 1954 el segundo piso del edificio fue regresado al Museo de Historia. En el primer piso fue colocado el Archivo de los Documentos Técnicos y Médicos. Toda la propiedad de Taghiyev fue entregada al Museo de Historia de Azerbaiyán en el año 2000. El palacio de Taghiyev ha sido reconstruido varias veces.

## Galería

Las diferentes vistas del palacio
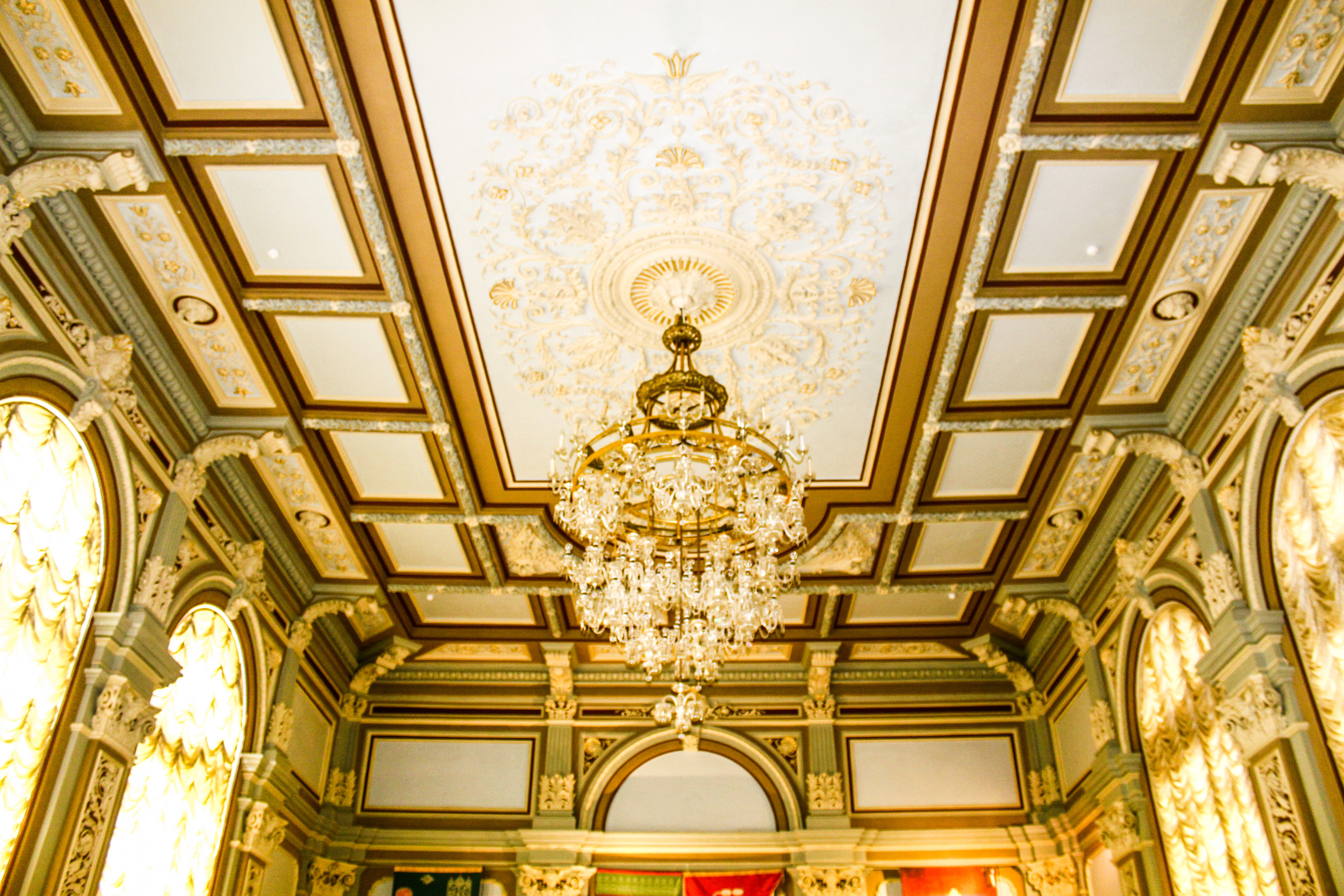
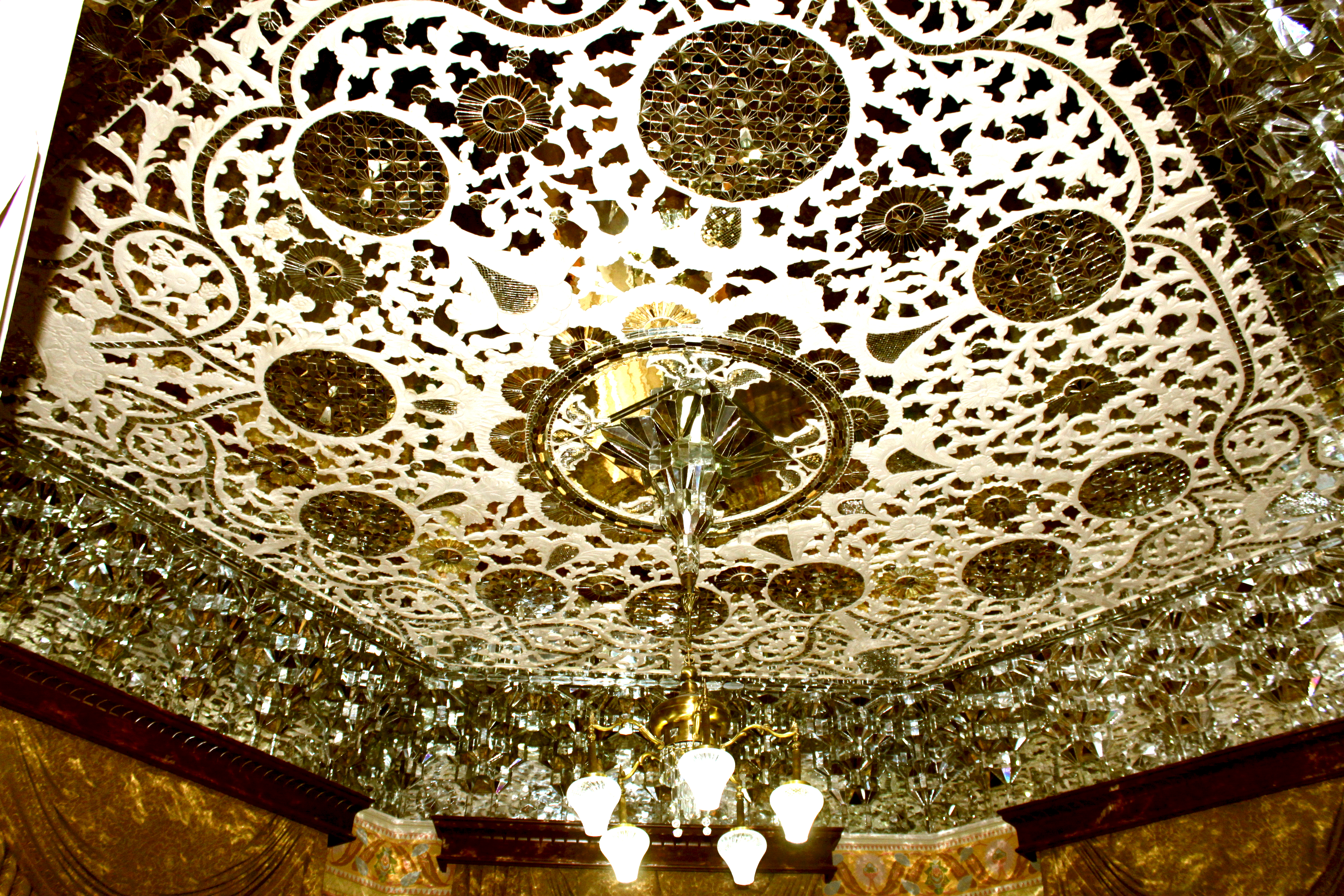
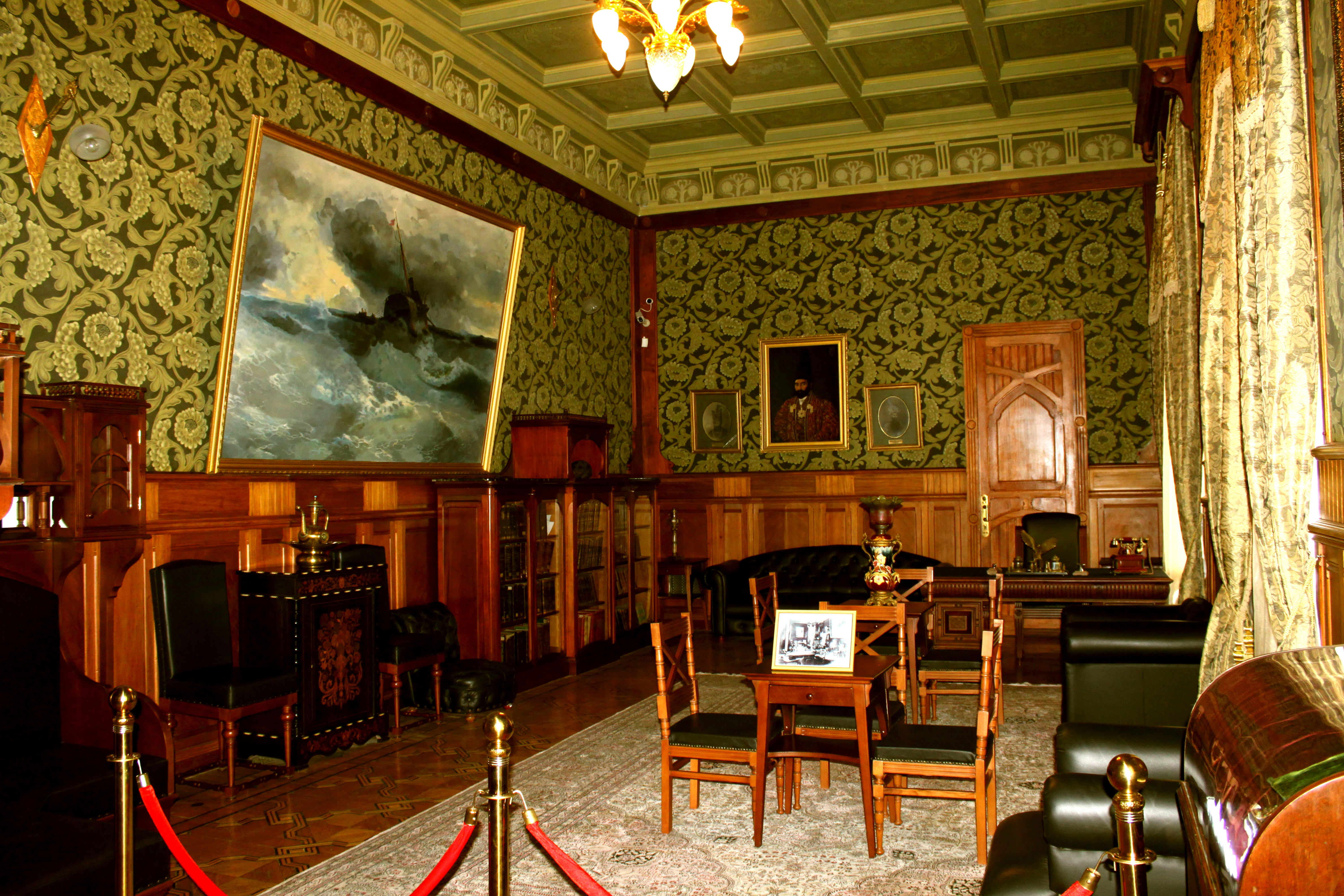
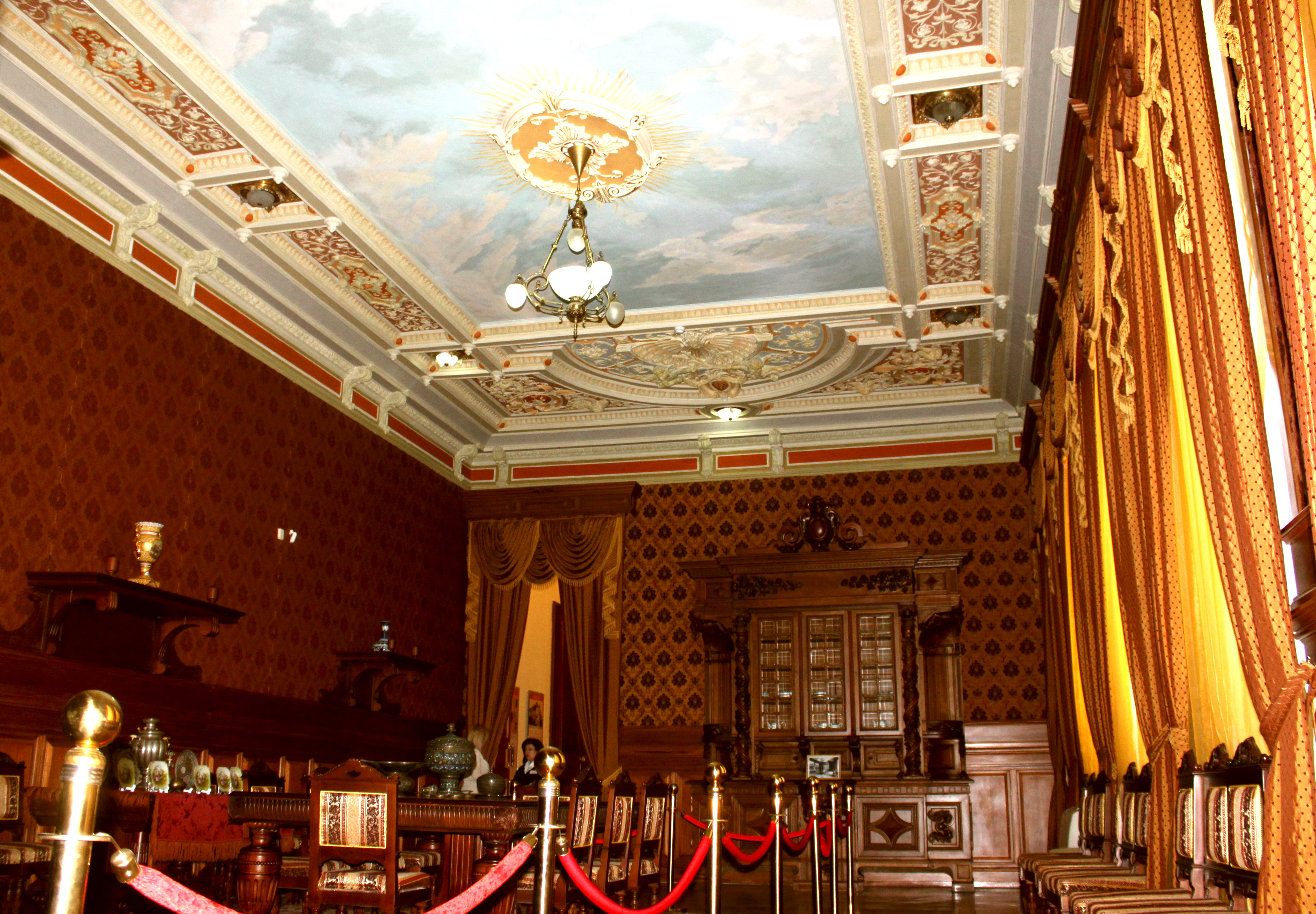
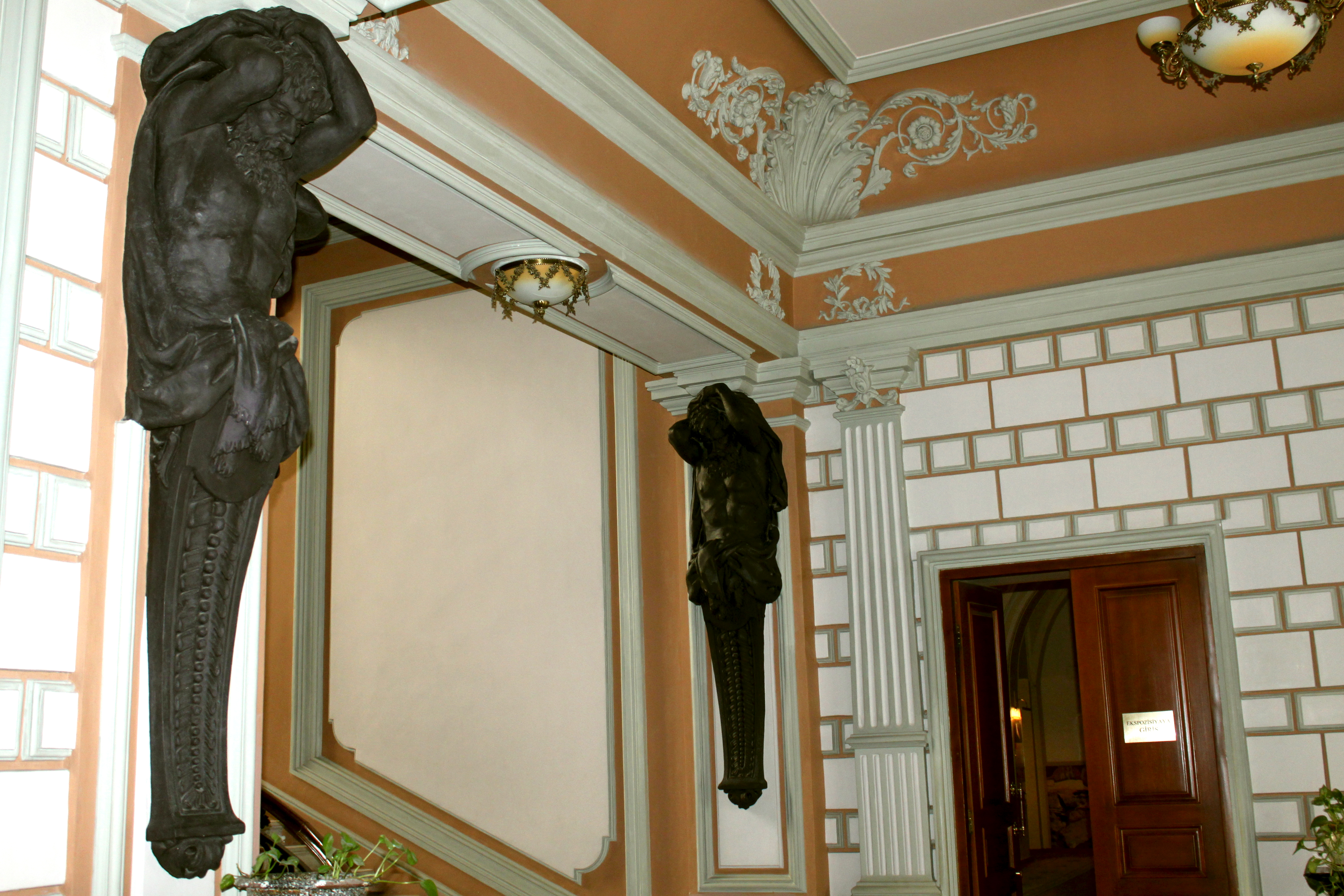
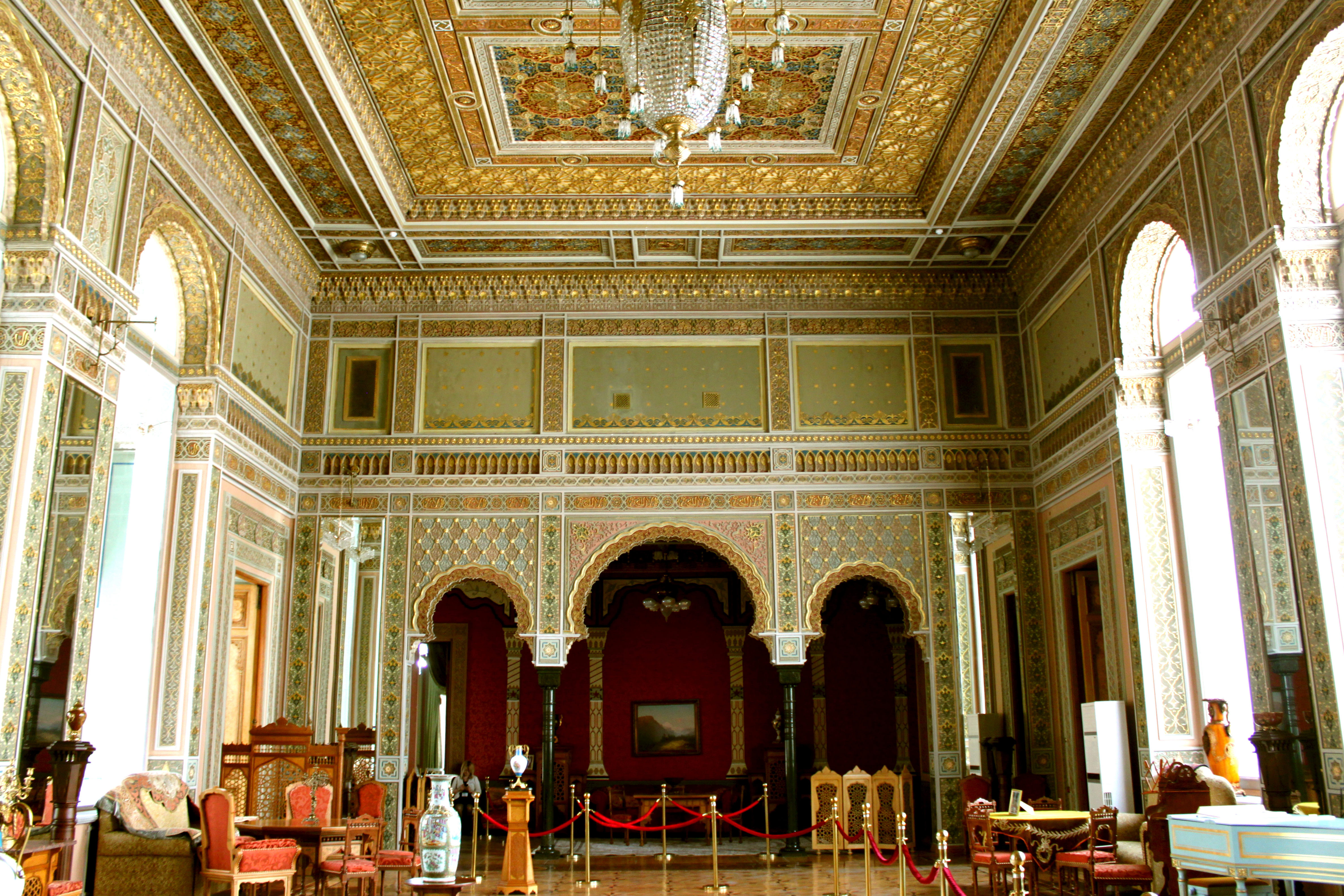
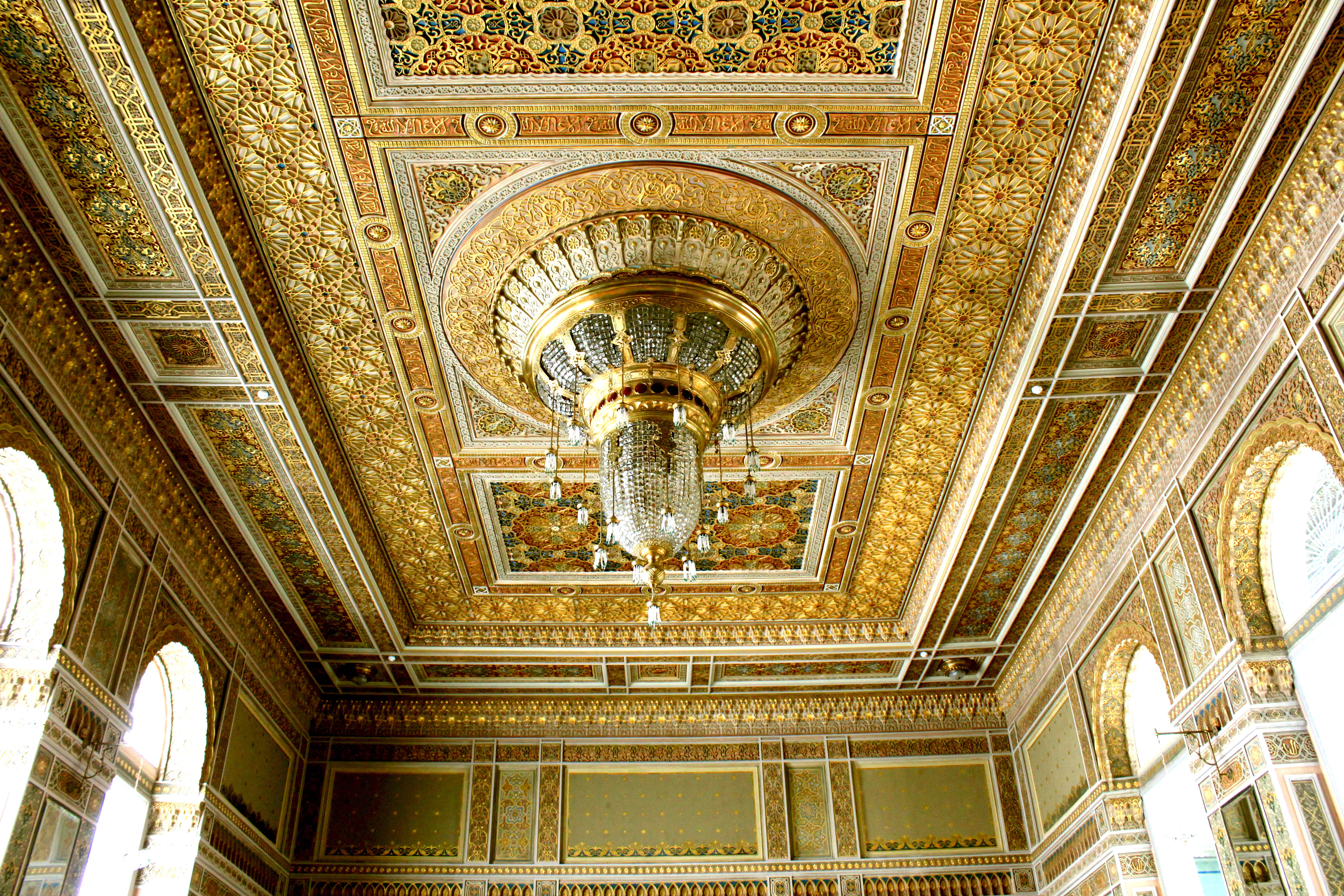
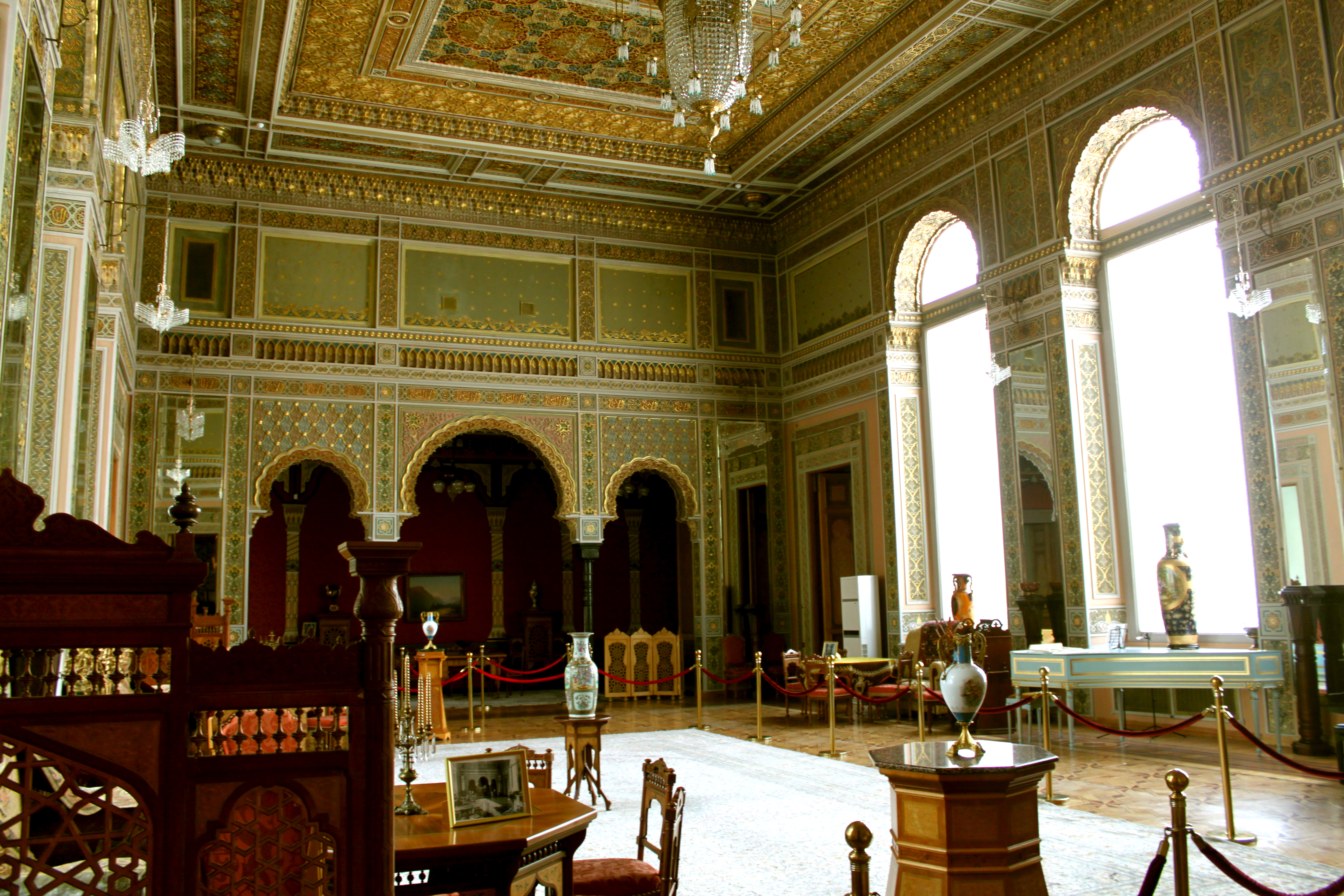
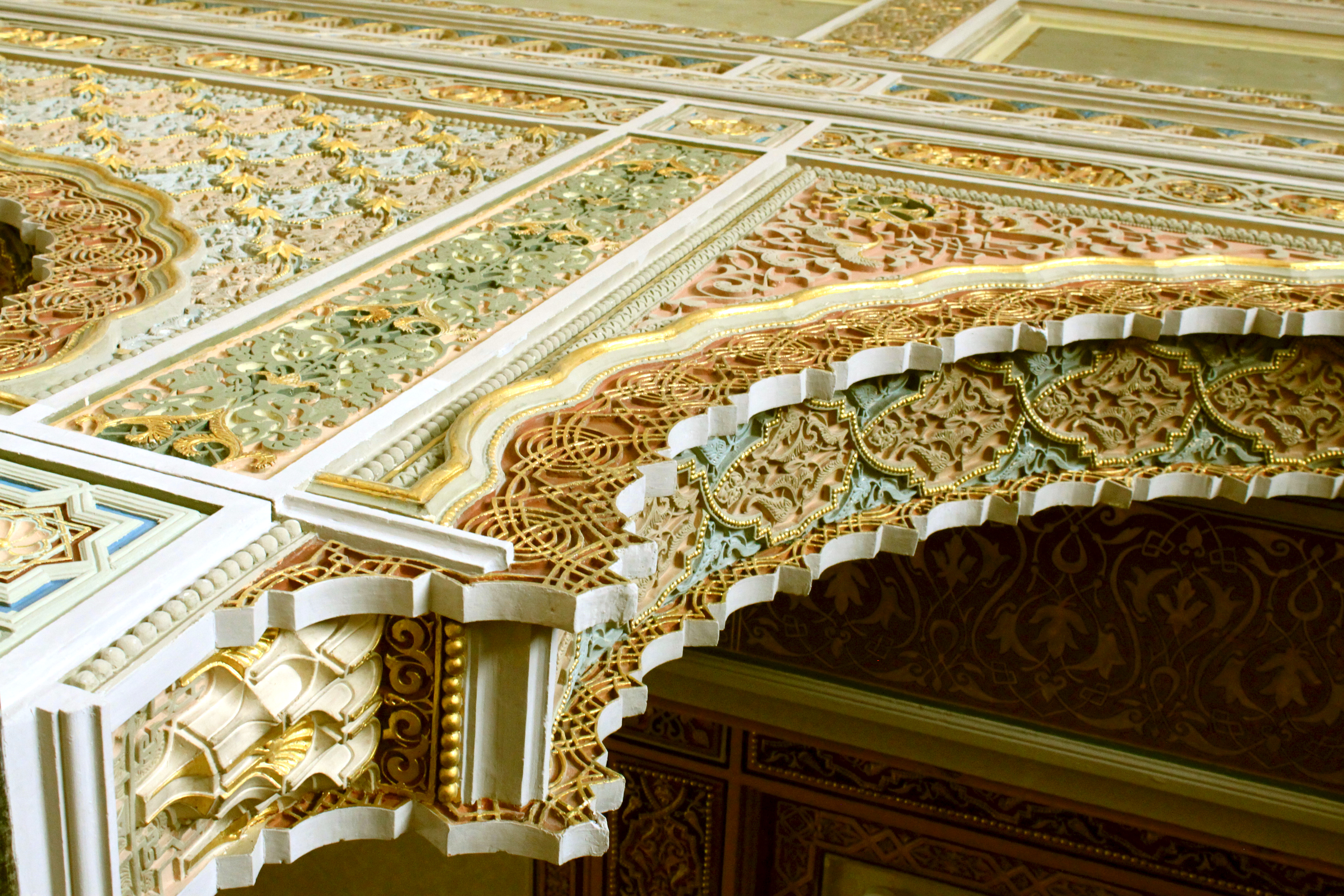
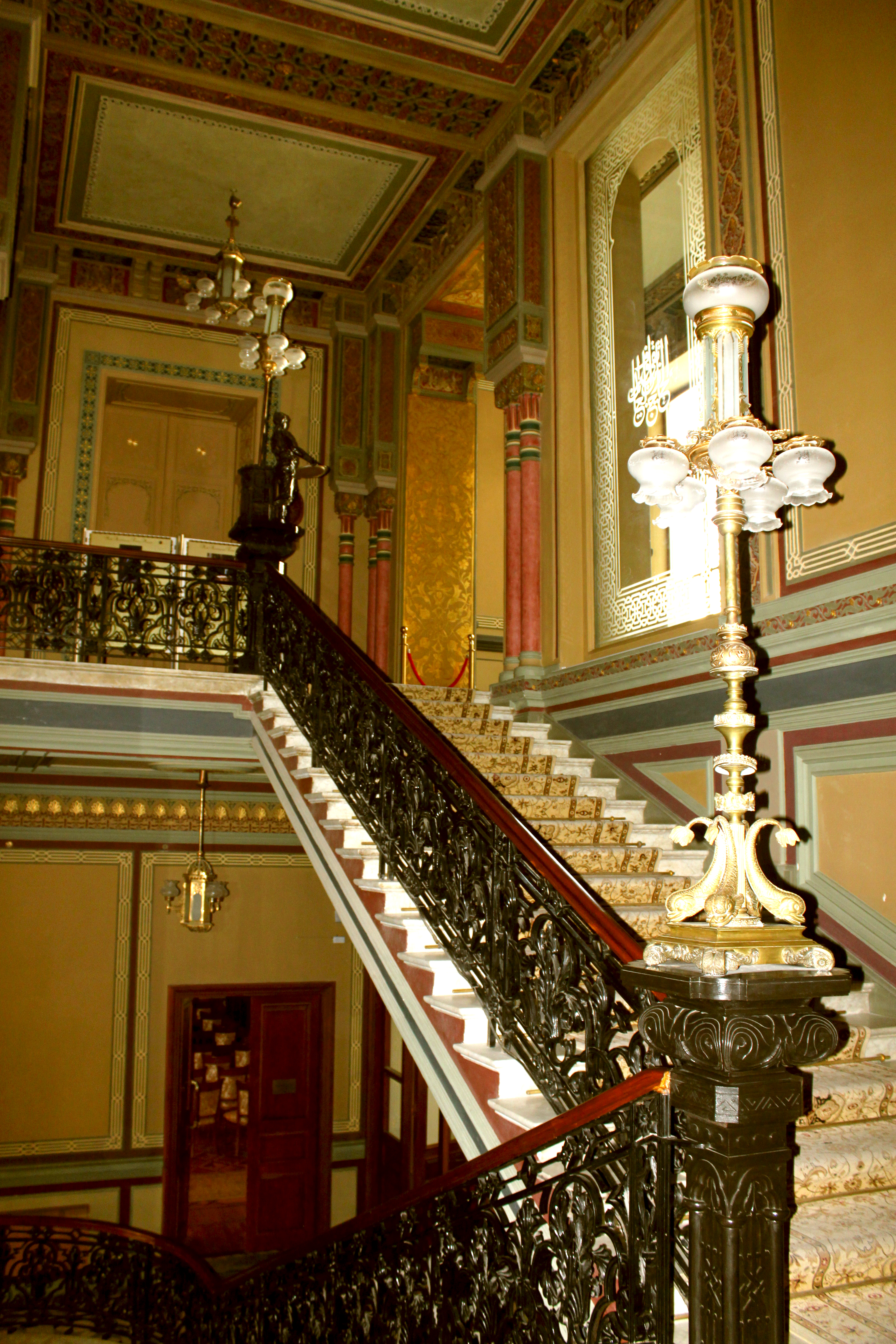
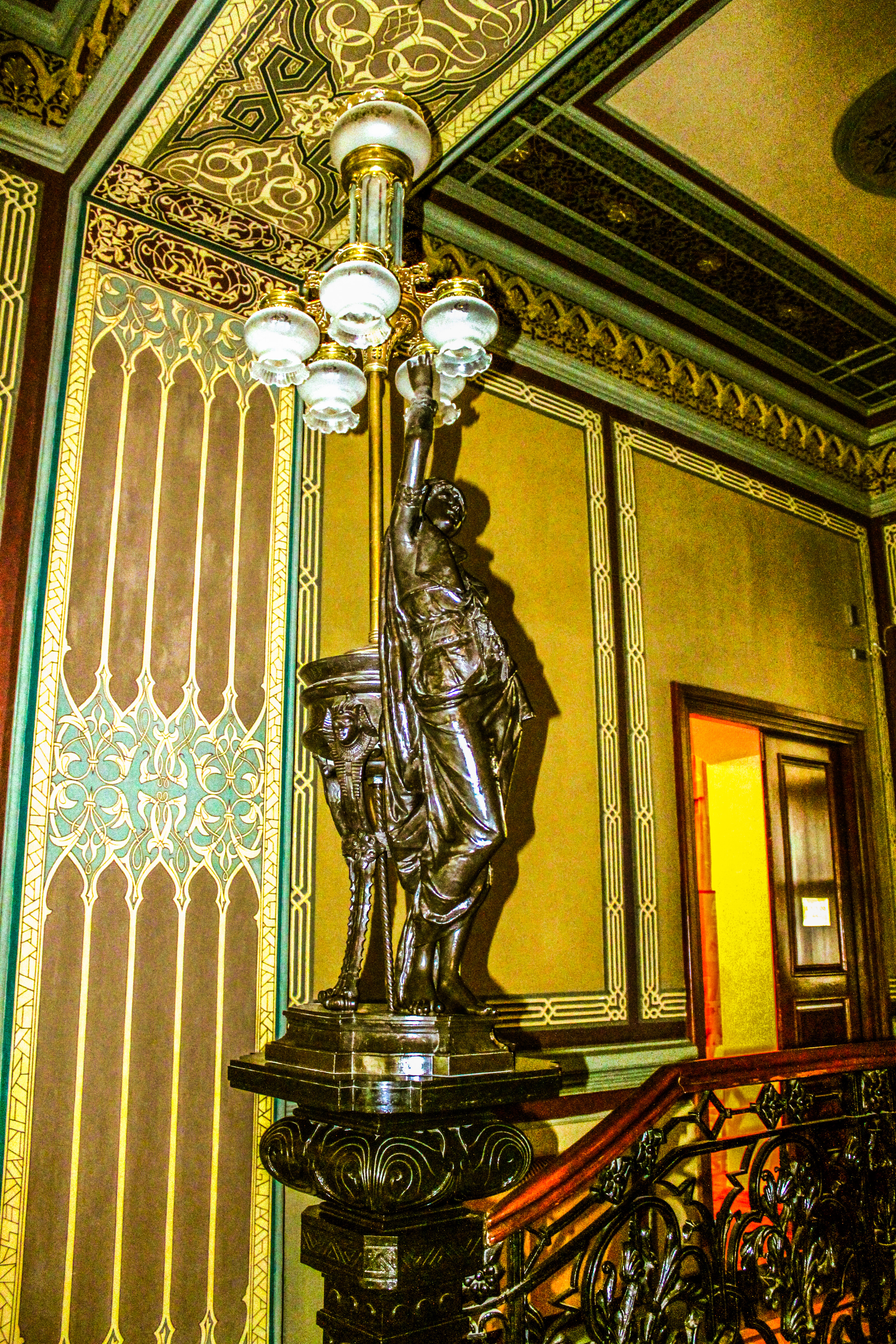
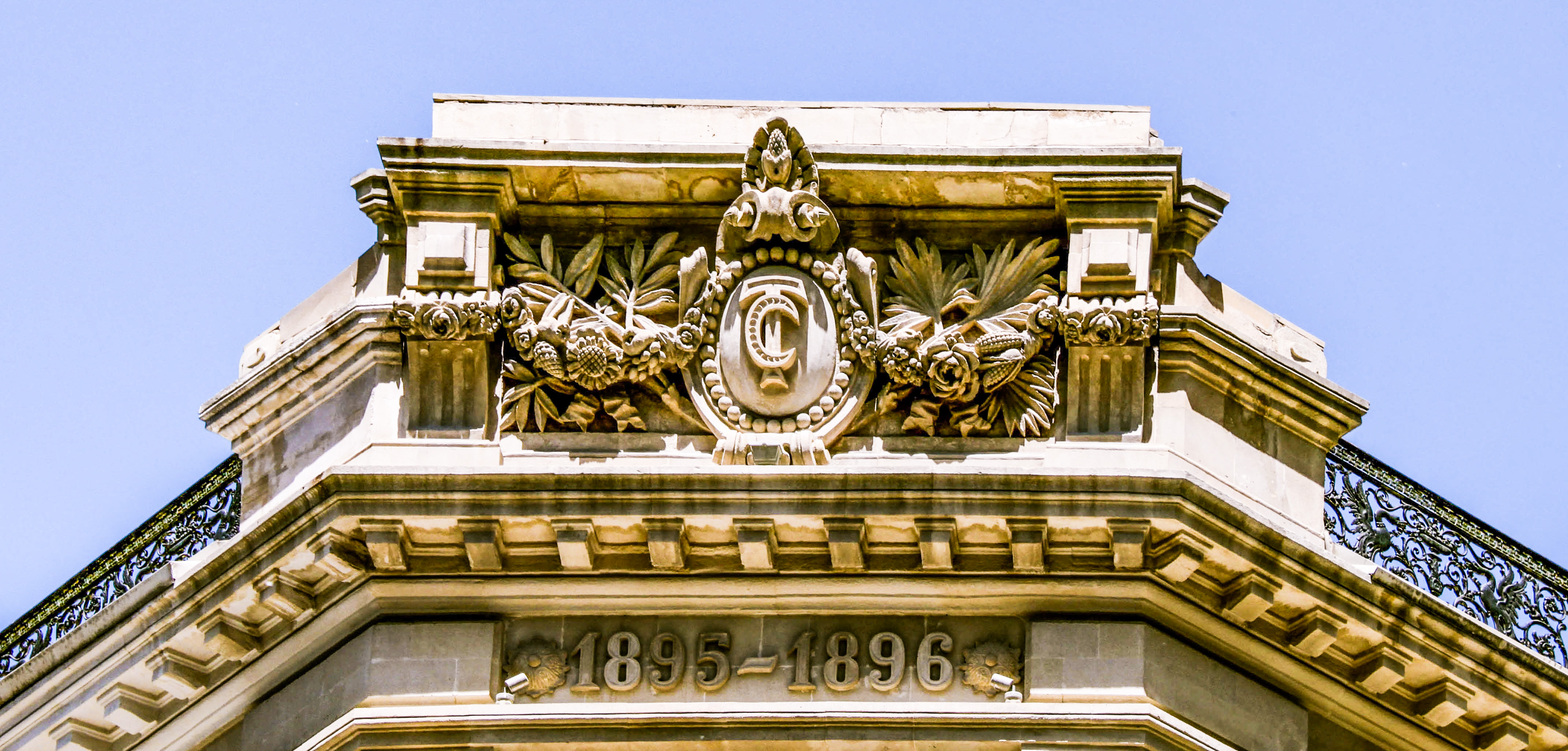